# Onufrij di Kiev
Onufrij, al secolo Orest Volodymyrovyč Berezovs'kyj (in ucraino Орест Володимирович Березовський?; in russo Орест Владимирович Березовский?; Oblast' di Černivci, 5 novembre 1944), è il primate della Chiesa ortodossa ucraina (Patriarcato di Mosca), detentore del titolo di metropolita di Kiev e di tutta l'Ucraina.
Onufrij rappresenta quella parte della Chiesa ortodossa ucraina ancora fedele al patriarcato di Mosca, a differenza di quella dichiarata autocefala dal patriarca di Costantinopoli e rappresentata da Epifanio di Kiev. Tuttavia una decisione del Consiglio del Patriarcato della Chiesa Ortodossa ucraina del Patriarcato di Mosca resa il 27 maggio 2022 ha proclamato l'indipendenza della Chiesa dal patriarcato di Mosca.

## Biografia
Nacque il 5 novembre 1944 nell'Oblast' di Černivci come figlio di un sacerdote. Nel 1961 si diplomò alla scuola superiore. Dal 1962 al 1964 studiò presso la scuola tecnica di Cernivci, dopodiché lavorò in società edili a Cernivci.
Nel 1966 frequentò il Politecnico dell'Università di Cernivci e nel 1969, dopo il terzo anno, entrò nella seconda classe del Seminario teologico di Mosca; l'anno successivo entrò a far parte della confraternita del Monastero della Trinità di San Sergio.
Il 18 marzo 1971 fu tonsurato monaco con il nome di Onufrij, in onore di sant'Onofrio il Grande. Il 20 giugno 1971 fu ordinato ierodiacono, il 29 maggio 1972 fu ordinato ieromonaco.
Dopo 18 anni, l'archimandrita Onufrij tornò in Ucraina come superiore della Počaïvs'ka Lavra della Santa Assunzione.
Nel 1988 si laureò in Teologia all'Accademia teologica di Mosca.
Il 20 luglio 1988 fu nominato Padre Superiore della Počaïvs'ka Lavra.
Il 9 dicembre 1990 fu consacrato vescovo di Cernivci e della Bucovina dal metropolita Filarete nella cattedrale di San Vladimiro a Kiev.
Il 22 gennaio 1992 Onufrij firmò una richiesta per una riunione episcopale della Chiesa ortodossa ucraina al Patriarca di Mosca e di tutta la Russia Alessio II con la richiesta di creare una Chiesa autocefala in Ucraina, e il 23 gennaio fu trasferito dal metropolita Filaret alla diocesi di Ivano-Frankivsk.

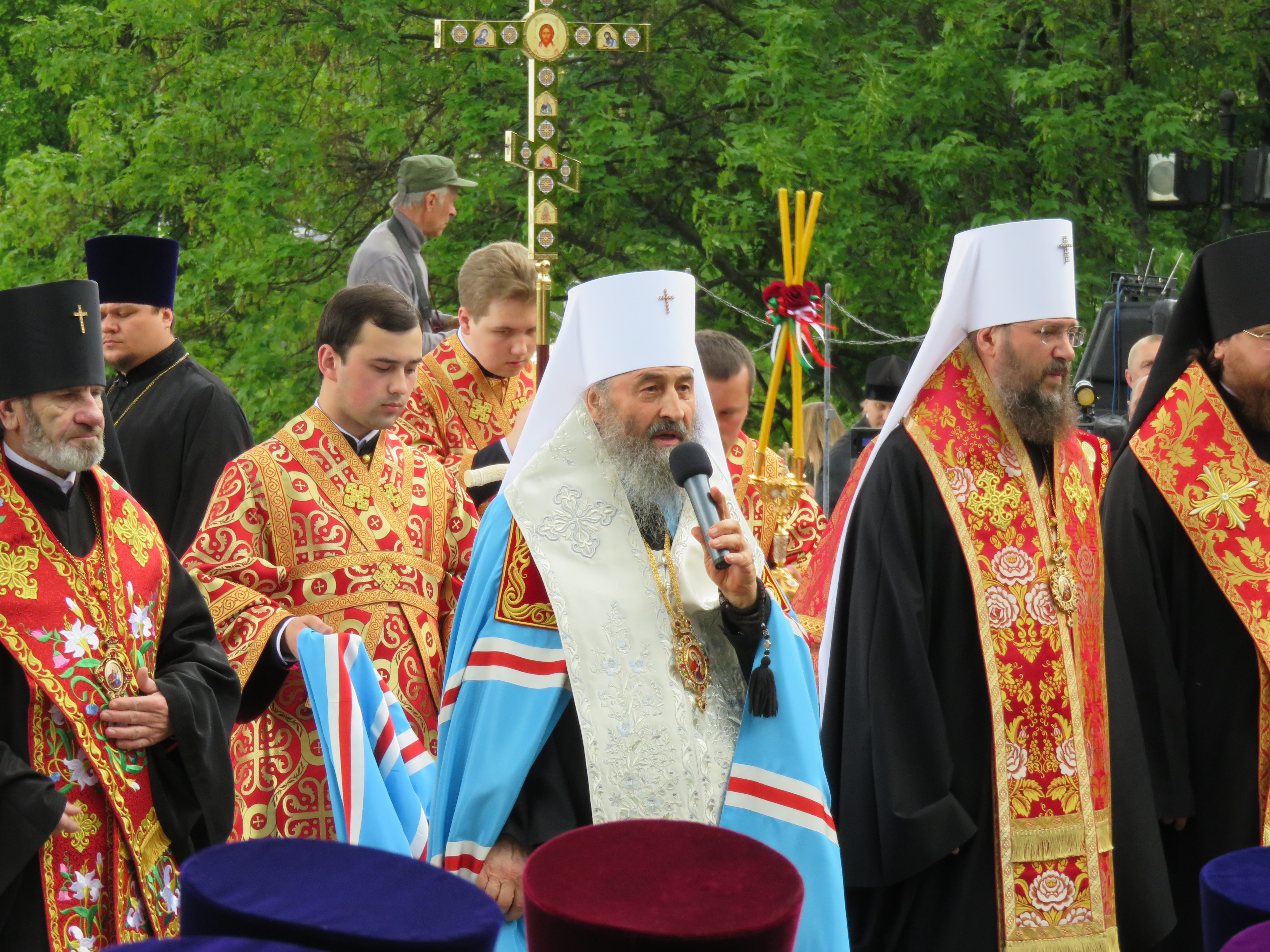
Onufrij a Kiev, 8 maggio 2016

Il 7 aprile 1992 fu ripristinato nella diocesi di Cernivci e vi servì per 23 anni.
Il 28 luglio 1994 fu elevato al rango di arcivescovo e nominato membro permanente del Santo Sinodo della Chiesa ortodossa ucraina.
Il 22 novembre 2000 fu elevato al rango di Metropolita.
Il 23 novembre 2013 il metropolita di Kiev e di tutta l'Ucraina Vladimir Sabodan gli conferì il diritto di indossare la seconda panagia.
Il 24 febbraio 2014 il Santo Sinodo della Chiesa ortodossa ucraina lo elesse a scrutinio segreto per la carica di locum tenens della cattedra metropolitana di Kiev in relazione a un certificato medico di inabilità a svolgere le funzioni di primate della Chiesa ortodossa ucraina da parte del metropolita di Kiev e di tutta l'Ucraina.
Il 13 agosto 2014 venne eletto nuovo primate della Chiesa ortodossa ucraina e metropolita di Kiev e di tutta l'Ucraina del Patriarcato di Mosca (successore del metropolita Vladimir).
Durante il conflitto tra Russia e Ucraina, nel febbraio 2022, insieme ad altri vescovi locali, offrì le strutture sotterranee delle chiese come riparo dai bombardamenti. In aprile, al pari di altri, invocò invano una tregua in vista della celebrazione della Pasqua ortodossa.

## Opinioni politiche
Il metropolita Onufrij definì "tragedia" le aspirazioni dell'Ucraina di entrare nell'Unione europea.
Onufrij espresse il suo sostegno all'integrità territoriale dell'Ucraina. Rifiutò di alzarsi in piedi quando il parlamento ucraino onorò i combattenti ucraini della guerra nel Donbass (contro gli unionisti filo-russi), ma in seguito fece commenti in merito. Nell'agosto 2014 Onufrij dichiarò che non c'erano sacerdoti nella Chiesa ucraina che sostenessero il separatismo. La sua chiesa di solito si è astenuta dal commentare l'intervento militare russo del 2014-2015 in Ucraina.
Nel febbraio 2016 affermò che "in una situazione di continuo confronto militare nell'Ucraina orientale, sottolineiamo che siamo immancabilmente dalla parte della pace e sosteniamo tutte le iniziative di pace delle autorità ucraine".
Nel 2022 ha definito l'invasione russa dell'Ucraina un "disastro", dichiarando che "i popoli russo e ucraino provengono dalla fonte battesimale del Dnepr e una guerra tra loro è una ripetizione del peccato di Caino, che uccise il suo stesso fratello per invidia. Una tale guerra non può essere giustificata né da Dio né dal popolo."